# Central Español Fútbol Club
Il Central Español Fútbol Club, meglio noto semplicemente come Central Español, è una società calcistica del Barrio di Palermo a Montevideo, in Uruguay.

## Storia
Il Central nacque il 5 gennaio 1905 dalla fusione tra le due società del Solís Bochas e del Soriano Polideportivo. Nel 1971 si fuse con l'Español, prendendo l'attuale nome.
Nel suo palmarès figura un titolo nazionale, conquistato nel 1984.

## Palmarès

### Competizioni nazionali
- Campionato uruguaiano: 1

1984
- Segunda División Uruguaya: 3

1961, 1983, 2011-2012

### Altri piazzamenti
- Campionato uruguaiano:

Terzo posto: 1920, 1938, 1986
- Segunda División Profesional de Uruguay:

Secondo posto: 1993, 2000, 2005

## Giocatori celebri
Calciatori campioni del mondo
- Luis Rijo (1950)

Calciatori campioni olimpici di calcio
- Venancio Bartibás (Amsterdam 1928)

## Rosa 2009-2010
| N. |                     | Ruolo | Calciatore             |
| -- | ------------------- | ----- | ---------------------- |
| 1  | Honduras (bandiera) | P     | Kevin Hernández        |
| 2  | Camerun (bandiera)  | D     | Alain Yomby            |
| 3  | Uruguay (bandiera)  | D     | Andrés Pablo Fernández |
| 4  | Uruguay (bandiera)  | D     | Nelson Semperena       |
| 5  | Uruguay (bandiera)  | C     | Pablo Damián Castro    |
| 6  | Uruguay (bandiera)  | D     | Esteban Maga           |
| 7  | Uruguay (bandiera)  | C     | Francisco Silva        |
| 8  | Uruguay (bandiera)  | C     | Raúl Salazar           |
| 9  | Brasile (bandiera)  | C     | Bruno de Oliveira      |
| 10 | Uruguay (bandiera)  | C     | Luis Oyarbide          |
| 11 | Uruguay (bandiera)  | A     | Abel Hernández         |
| 12 | Colombia (bandiera) | P     | Libis Arenas           |

| N. |                      | Ruolo | Calciatore           |
| -- | -------------------- | ----- | -------------------- |
| 13 | Uruguay (bandiera)   | D     | Ignacio La Luz       |
| 14 | Uruguay (bandiera)   | C     | Rodrigo Cubilla      |
| 15 | Argentina (bandiera) | C     | Gastón Otreras       |
| 16 | Uruguay (bandiera)   | C     | Darwin Ramírez       |
| 17 | Uruguay (bandiera)   | D     | Marcelo López        |
| 18 | Uruguay (bandiera)   | C     | Javier Quirino       |
| 19 | Uruguay (bandiera)   | A     | Guillermo Firpo      |
| 20 | Uruguay (bandiera)   | D     | Damián Rodríguez     |
| 21 | Uruguay (bandiera)   | A     | Raúl Tarragona       |
| 22 | Uruguay (bandiera)   | P     | Jimmy Schmidt        |
| 23 | Uruguay (bandiera)   | C     | Jorge Barrios        |
| 24 | Spagna (bandiera)    | A     | Fernando Jarado      |
|    | Uruguay (bandiera)   | C     | Diego Rodríguez Cano |

## Rosa 2008-2009
| N. |                     | Ruolo | Calciatore       |
| -- | ------------------- | ----- | ---------------- |
| 1  | Uruguay (bandiera)  | P     | Sebastián Sosa   |
|    | Colombia (bandiera) | P     | Libis Arenas     |
|    | Uruguay (bandiera)  | P     | Jimmy Schmidt    |
| 2  | Camerun (bandiera)  | D     | Alain Yomby      |
| 3  | Uruguay (bandiera)  | D     | Andrés Fernández |
| 4  | Uruguay (bandiera)  | D     | Nelson Semperena |
| 6  | Uruguay (bandiera)  | D     | Esteban Maga     |
|    | Brasile (bandiera)  | D     | Damián Rodríguez |
| 13 | Uruguay (bandiera)  | D     | Ignacio La Luz   |
| 17 | Uruguay (bandiera)  | D     | Marcelo López    |
| 5  | Uruguay (bandiera)  | C     | Pablo Castro     |
| 7  | Uruguay (bandiera)  | C     | Francisco Silva  |
| 8  | Uruguay (bandiera)  | C     | Raúl Salazar     |

| N. |                      | Ruolo | Calciatore             |
| -- | -------------------- | ----- | ---------------------- |
| 10 | Uruguay (bandiera)   | C     | Luis Oyarbide          |
| 14 | Uruguay (bandiera)   | C     | Rodrigo Cubilla        |
| 15 | Argentina (bandiera) | C     | Gastón Otreras         |
|    | Uruguay (bandiera)   | C     | Jorge Barrios          |
|    | Brasile (bandiera)   | C     | Bruno de Oliveira      |
|    | Uruguay (bandiera)   | C     | Javier Quirino         |
|    | Uruguay (bandiera)   | C     | Darwin Ramírez         |
| 9  | Uruguay (bandiera)   | A     | Martín Cauteruccio     |
| 11 | Uruguay (bandiera)   | A     | Abel Hernández         |
| 19 | Uruguay (bandiera)   | A     | Guillermo Firpo        |
|    | Uruguay (bandiera)   | A     | Raúl Tarragona         |
|    | Uruguay (bandiera)   | A     | Sebastián Sosa Sánchez |